# Heimfeld
Heimfeld igual en baix alemany, és un barri del districte d'Harburg al sud de l'estat d'Hamburg a Alemanya. A la fi de 2016 tenia 21798 habitants a una superfície de 11,7 km².
El poble va ser creat el 1535, quan el duc Otó I d'Harburg va crear un fortí que es deia Zum Heynfeld. En temps de pau, s'ha van assentar uns terratgers, atrets per la bona terra al peu del geest i del bosc dels Harburger Berge (Monts d'Harburg).
Durant les Guerres Napoleòniques (1813-1814) Heimfeld va patir molt sota els ocupants francesos i va com a ravals d'Harburg va ser cremat quasi completament per augmentar la visibilitat i facilitar-ne la defensa, en suprimir possibles amagatalls a l'exèrcit dels aliats.
L'1 d'abril del 1906, el poble de Lauenbruch (= maresme de l'Elba) va ser suprimit per permetre l'expansió del port marítim d'Harburg. Aquest poble entre l'Elba meridional i el Moorburger Landscheide, avui atorgat al barri d'Heimfeld, va ser enderrocat per construir quatre dàrsenes encara en ús. El 1888 l'aleshores municipi independent va fusionar amb Harburg, que el 1927 va ser integrat en la nova entitat Harburg-Wilhelmsburg i el 1937 finalment el govern nazi va promulgar la Llei de l'àrea metropolitana d'Hamburg que integrava tota la zona d'Harburg, eternal rival d'Hamburg des de l'edat mitjana, en la ciutat estat d'Hamburg.

## Llocs d'interès
- El bosc d'estat Harburger Berge (monts d'Harburg), on es troba el pujol Hasselbrack, amb els seus 116,2 metres sobre el nivell del mar el cim natural més alt de la ciutat estat d'Hamburg

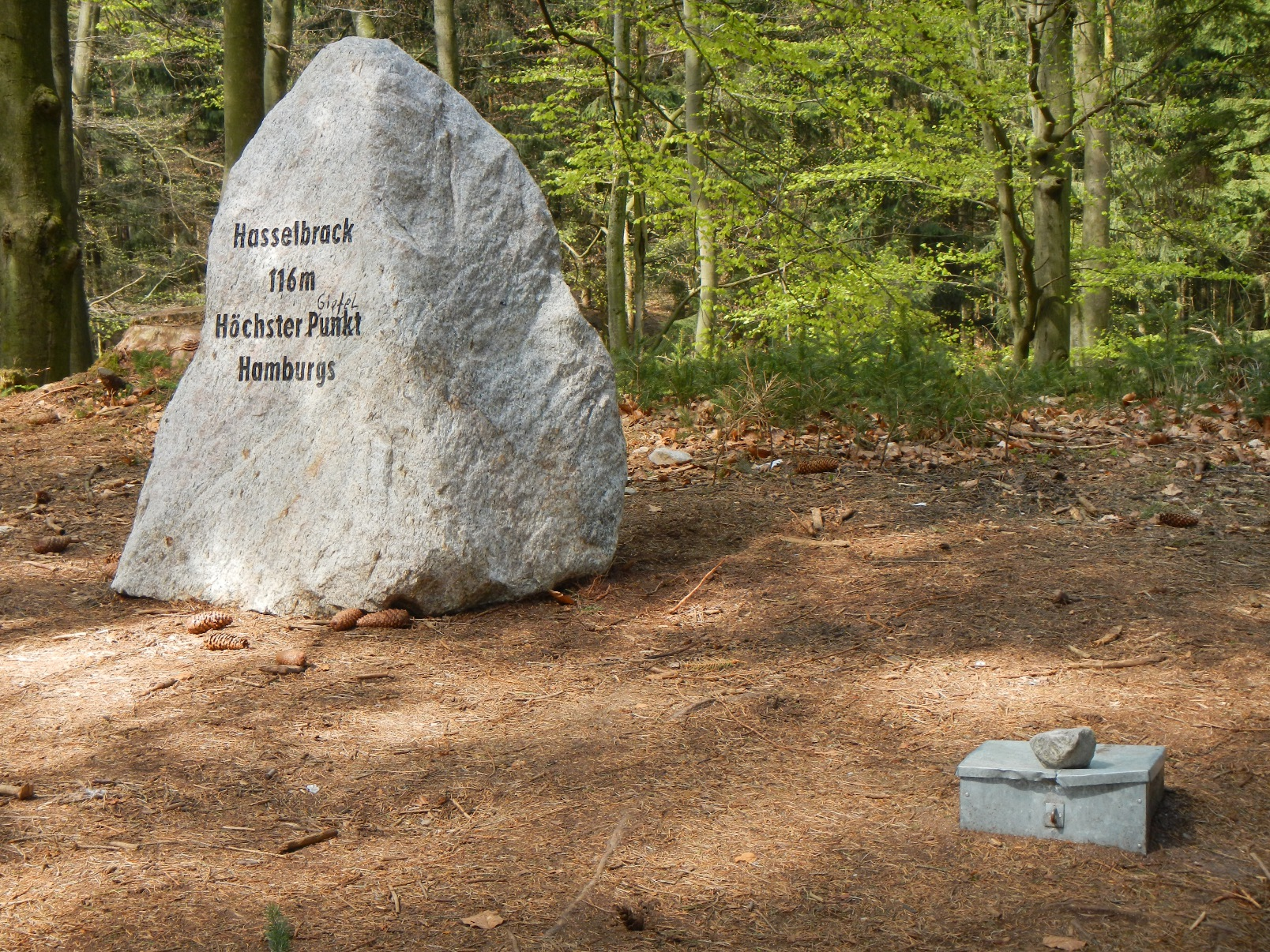
Bloc erràtic al Hasselbrack (116 msnm)
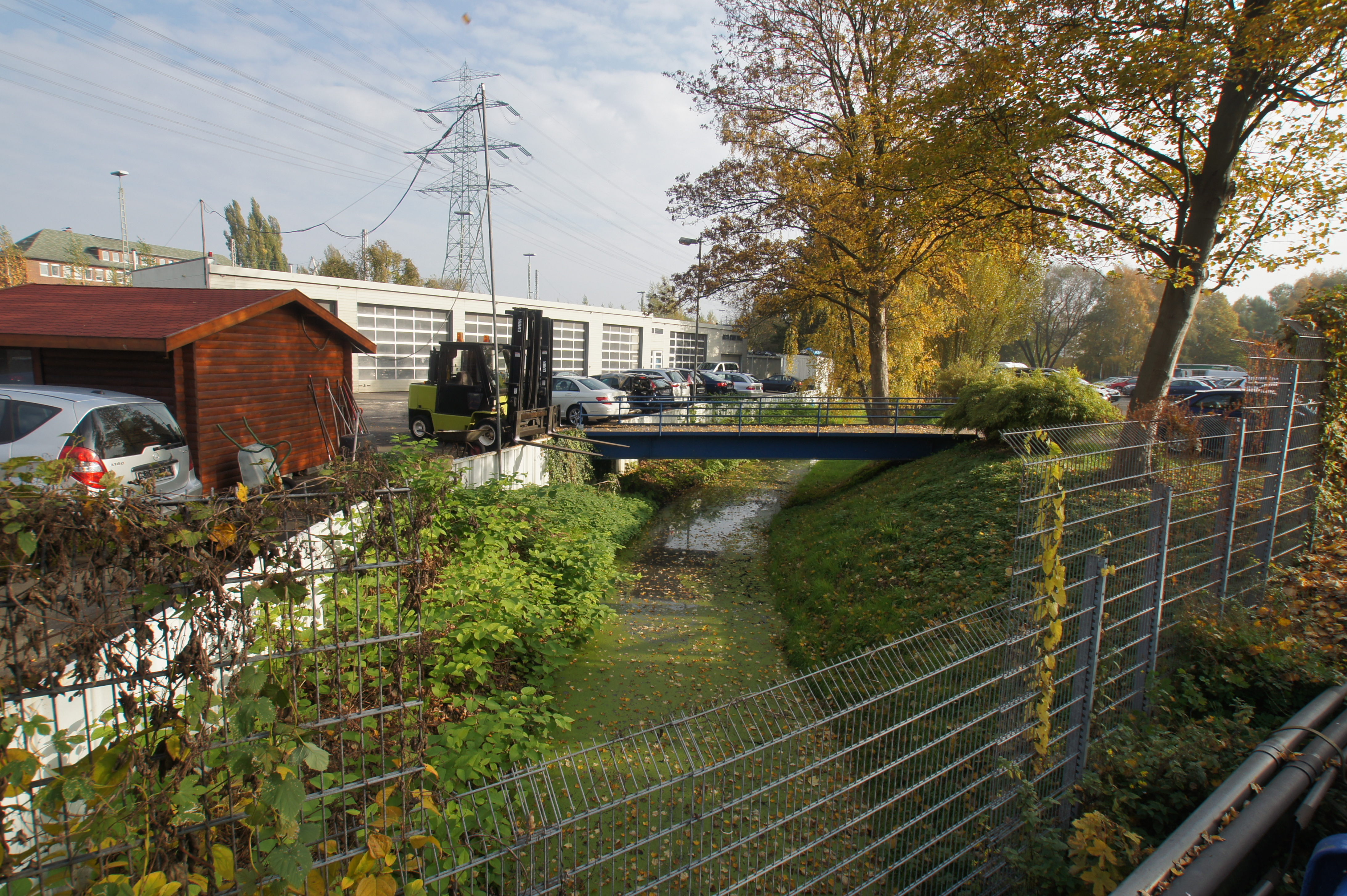
El Moorburger Landscheide prop de la fàbrica Noblee
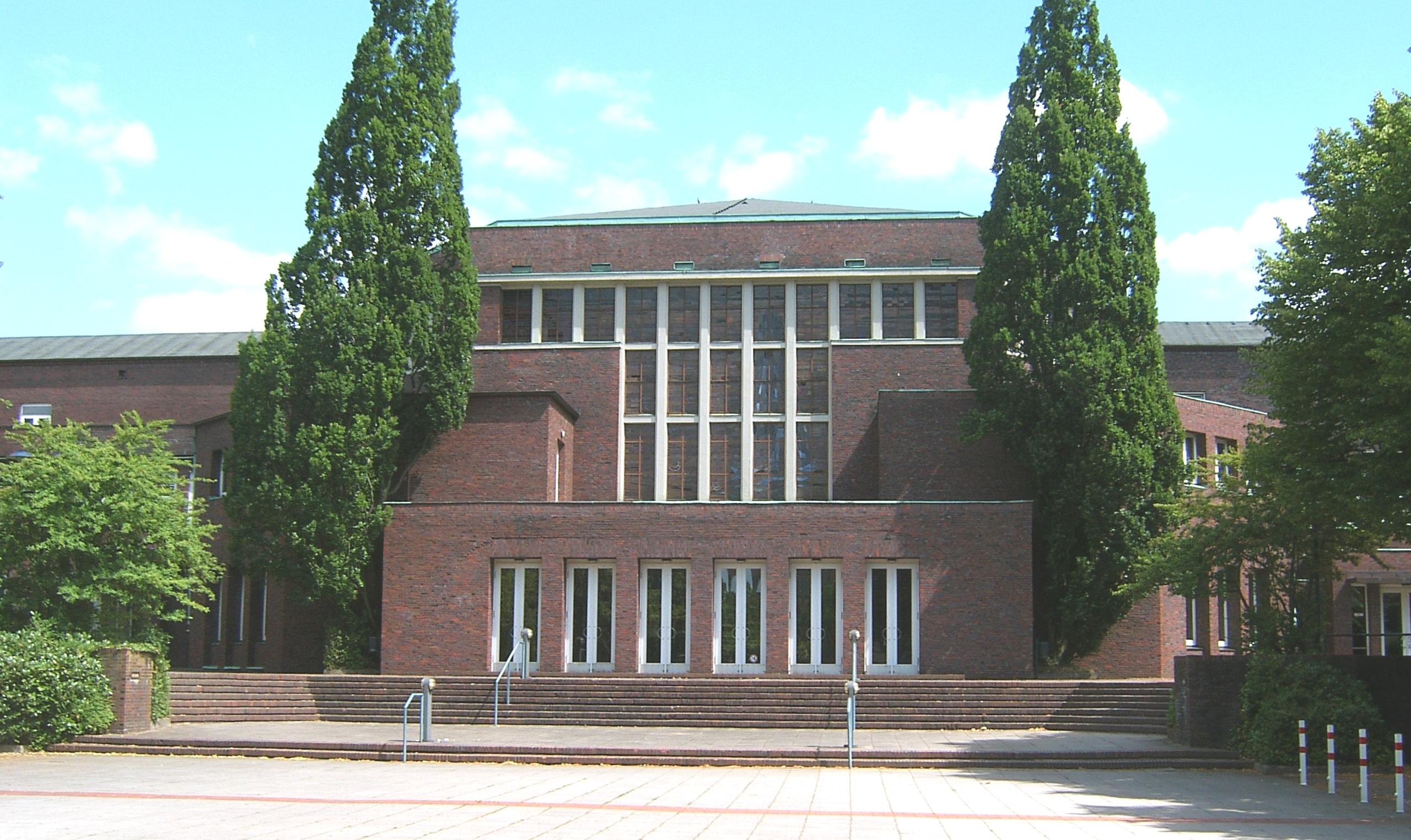
IES Friedrich Ebert
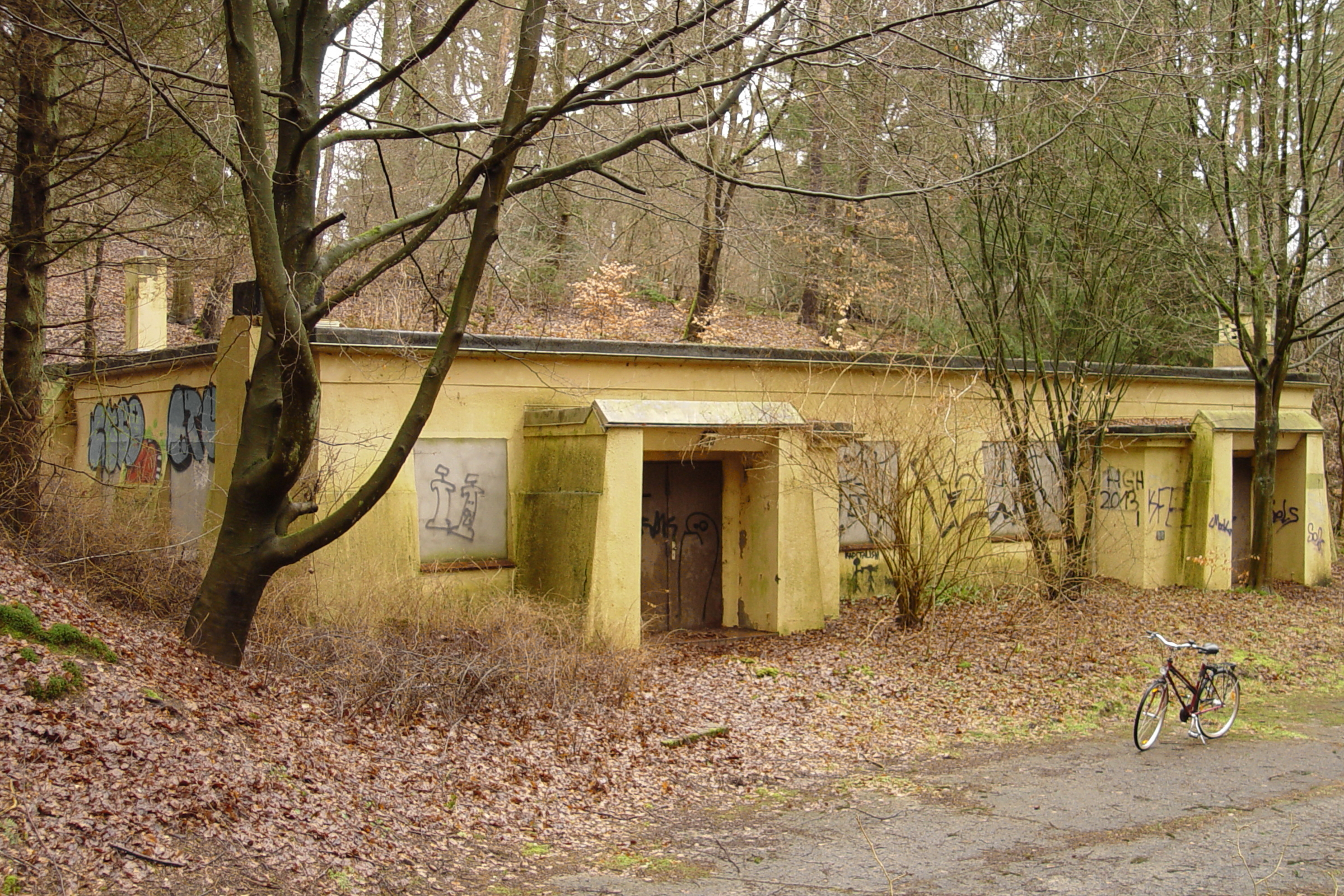
Entrada de búnquers de la Segona Guerra Mundial al bosc de Haake